# Oreavu (sông)
Oreavu là một phụ lưu của sông Râmna ở România. Sông Oreavu chảy vào sông Râmna trong địa phận của xã Gugești. Sông Oreavu dài 18 km (11 mi) và có kích thước lưu vực là 40 km2 (15 dặm vuông Anh).